# Bijawar (stato)
Lo Stato di Bijawar fu uno stato principesco del subcontinente indiano, avente per capitale la città di Bijawar.

## Storia
Lo stato prendeva il nome dalla propria capitale, Bijawar, fondata da Bijai Singh, uno dei capi Gond del Garha Mandla, nel XVII secolo. Il primo regnante dello stato fu ad ogni modo Bir Singh Deo (1765–93), un discendente dei Bundela Rajput imparentato coi regnanti dello Stato di Orchha. Lo stato venne conquistato nel XVIII secolo da Chhatarsal, fondatore dello Stato di Panna, un Rajput della dinastia dei Bundela, i cui discendenti tennero il trono locale.
Il Bijawar divenne un protettorato britannico il 27 marzo 1811 con un accordo di alleanza reciproca. Nel 1857 Bhan Pratap Singh rese numerosi servigi di fedeltà agli inglesi nel corso della rivolta del 1857, venendo ricompensato con alcuni privilegi come il saluto militare con 11 colpi di cannone a salve nelle occasioni ufficiali. Nel 1866 ricevette il titolo di maharaja ed il prefisso Sawai nel 1877. Bhan Pratap venne succeduto alla sua morte nel 1899 da suo figlio adottivo, Sanwant Singh, uno dei figli del maharaja di Orchha.
Lo stato entrò a far parte dell'Unione Indiana il 1 gennaio 1950, e divenne parte dello stato del Vindhya Pradesh, che venne unito a formare il Madhya Pradesh il 1 novembre 1956.

## Governanti
I governanti dello stato di Bijawar ebbero il titolo di raja sino al 1866 e poi di maharaja dal 1866 al 1950.

### Raja
- 1769 –        1793  Bir Singh Deo                      (n. ... – m. 1793)
- 1793 –        1802  Himmat Bahadur
- 1802 - dicembre 1810  Keshri Singh                       (n. ... – m. 1810)
- 1811 –        1833  Ratan Singh
- 1833 –        1847  Lakshman Singh
- 23 novembre 1847 –        1866  Bham Pratap Singh

### Maharaja (dal 1877 Sawai Maharaja)
- 1866 – 15 settembre 1899  Bham Pratap Singh
- giugno 1900 – 30 ottobre 1940  Savant Singh                       (n. 1877 – m. 1940)
- 30 ottobre 1940 – 15 agosto 1947  Govind Singh                       (n. 1934 – m. 1983)